# 大都会保险公司大厦
大都会保险公司大楼（MetLife Building）是位于美國纽约市曼哈顿中城中央车站上方的摩天大楼，具体地址为公园大道200号，东45街交口。于1958–63年修建，最初名为泛美航空大厦（Pan Am Building），它是纽约第17高、美国第50高的建筑。

## 历史
1960年9月，泛美航空创始人胡安·特里普以1.15亿美元的价格，和大楼的开发商签下25年的使用合同，租下大楼56,900平方米的使用面积，共15个楼层，以及位于45街的售票处。
1963年泛美大厦（当时的名称）投入使用，是当时面积最大的办公大楼，由于建筑的比例和巨大的身形，一开始并不被看好。泛美大厦的落成，让位于其北侧的汉姆斯利大厦和南侧的大中央總站瞬间显得无比矮小。泛美大厦保持世界最大办公面积的记录，直到1970年被世界贸易中心（2001年毁于911袭击）超越，后来1972年落成的沃特街55号也拥有更大的办公面积。
作为大楼最大的租户，泛美在纽约市立法禁止公司在大楼顶部安装商标前，把巨大的“PAN AM”标志挂在大楼的顶端。南北侧各有两个4.6米高的“PAN AM”标志，东西两侧为7.6米高的泛美地球商标。
泛美一直使用15个楼层，直至1981年，大都會人壽保險买下大楼。到1991年，泛美只剩下租用4个楼层，同年泛美把公司总部迁移到迈阿密，不久后泛美倒闭。泛美倒闭后，大都会人寿保险总裁罗伯特·施瓦茨表示，将把大楼顶上“PAN AM”的标志取下。当时大都会人寿保险的总部位于大都会人寿保险大楼。
2005年，大都会人寿保险以17.2亿美元把大楼出售，刷新了当时大楼成交记录。买方是给地产商铁狮门地产公司，纽约市府退休员工基金和纽约市府退休教师基金。2015年，有消息披露，全美最富有的房地产开发商唐纳德·布伦名下的欧文公司拥有该大楼97.3%的股份。铁狮门地产公司继续担任大楼的管理方，但只拥有不到3%的股权。
2017年，楼顶的“MetLife”标志由霓虹灯管改为LED，以节省能源。

## 直升机服务
1965年12月21日，纽约航空开始使用107-II直升机从当时泛美大厦楼顶的停机坪，运送旅客到肯尼迪国际机场。1968年2月18日，用旅客不足暂停营业。
1977年纽约航空恢复了这趟短途接送服务，并使用西科斯基S-61直升机。1977年5月16日，一架S-61L直升机载着20名旅客刚降落不到一分钟，右侧的起落架突然断裂，导致旋翼还在高速运转的直升机侧翻。S-61L共有5根长达6.1米（20英尺）的旋翼，其中的一根从根部断裂，飞向刚刚下飞机的乘客，导致其中的三人当场死亡，另有一人送医不治。这根旋翼飞出大楼顶楼后，砸向地面，在麦迪逊大道和43街的拐角处，砸死一名女性行人。另有两人受到重伤。从此这项短途的直升机服务被迫停止，并再也没有启用。

## 图集

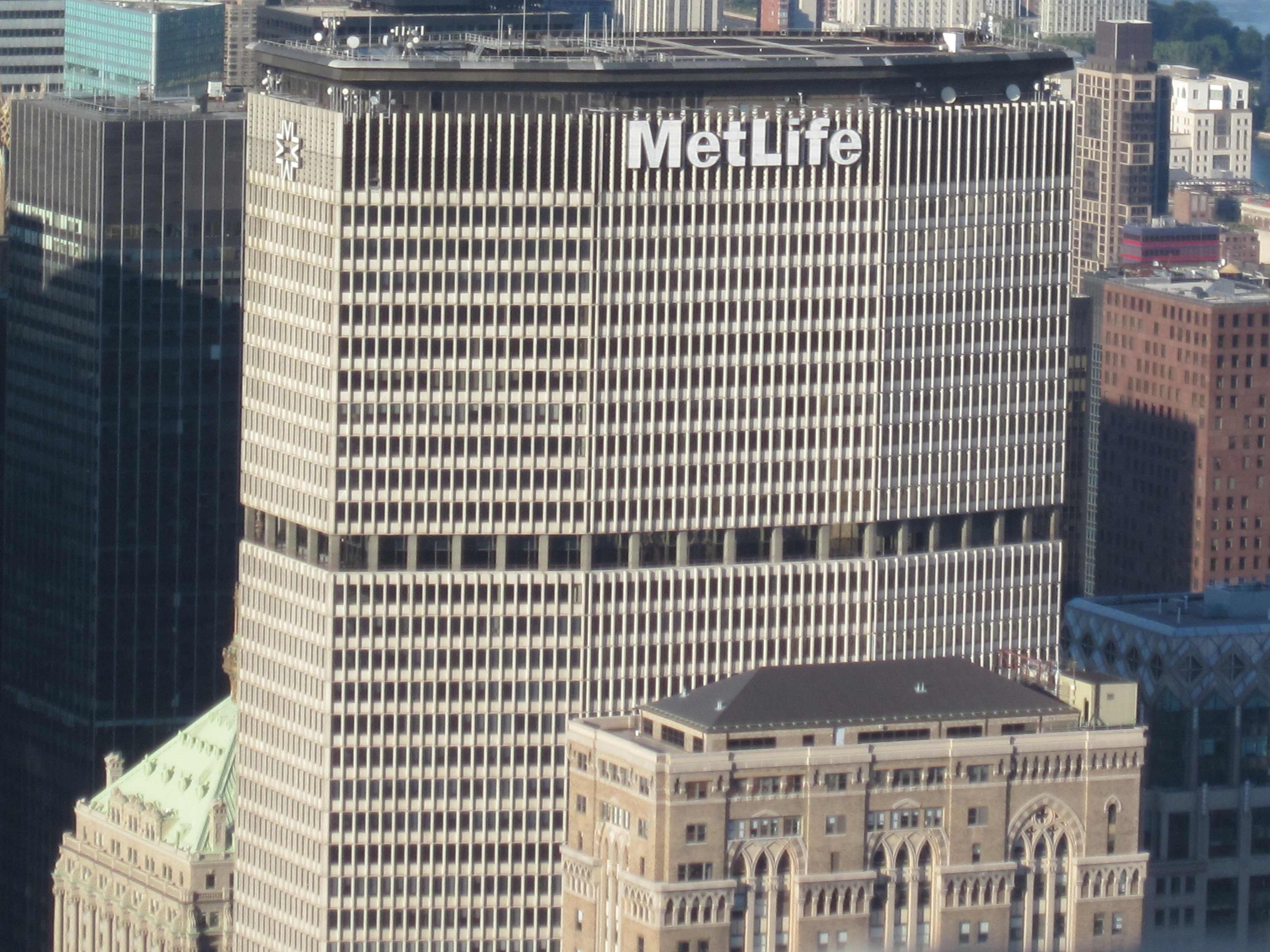
从帝国大厦看大都会保险公司大楼
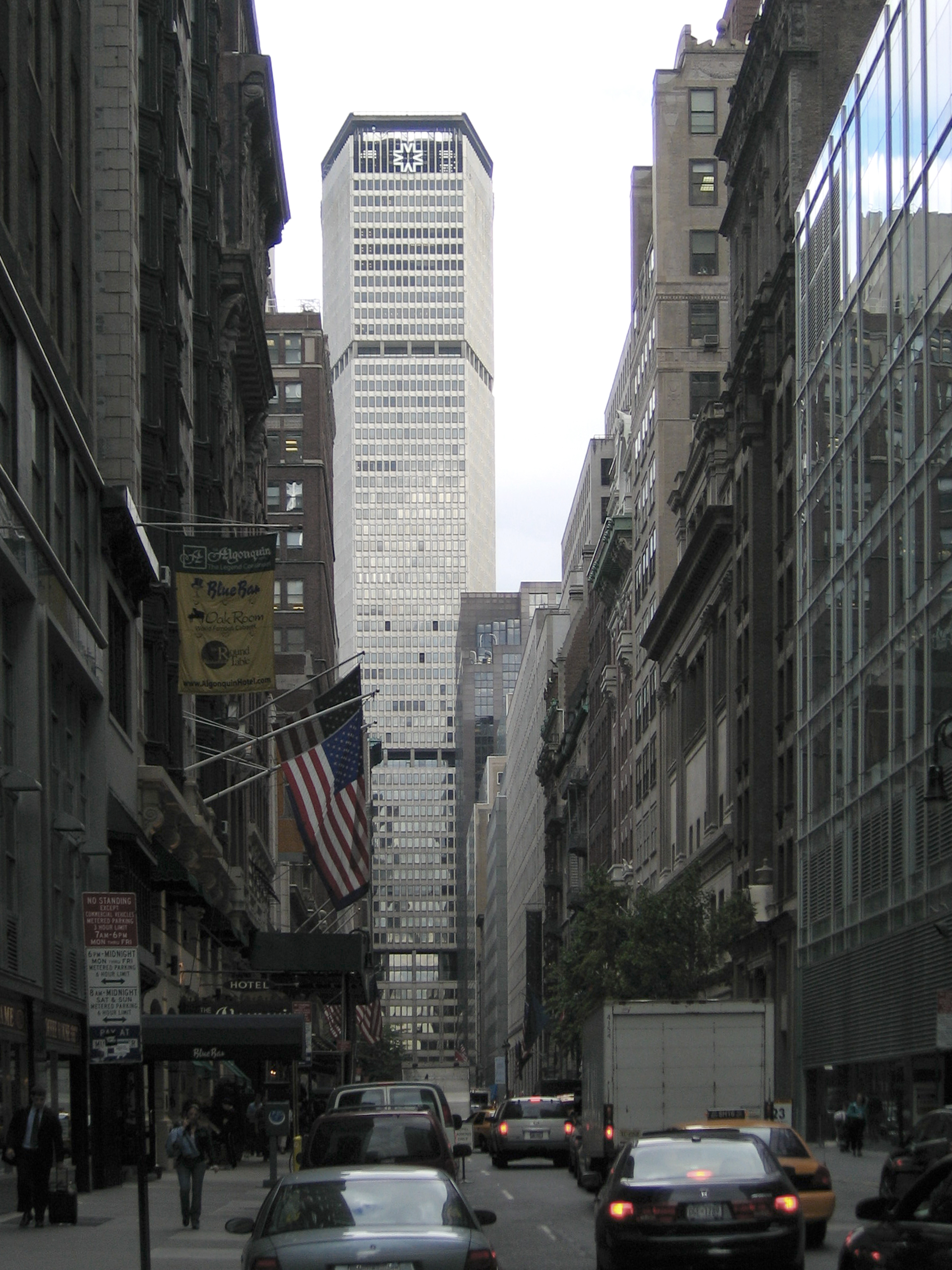
从44街东望大楼外景
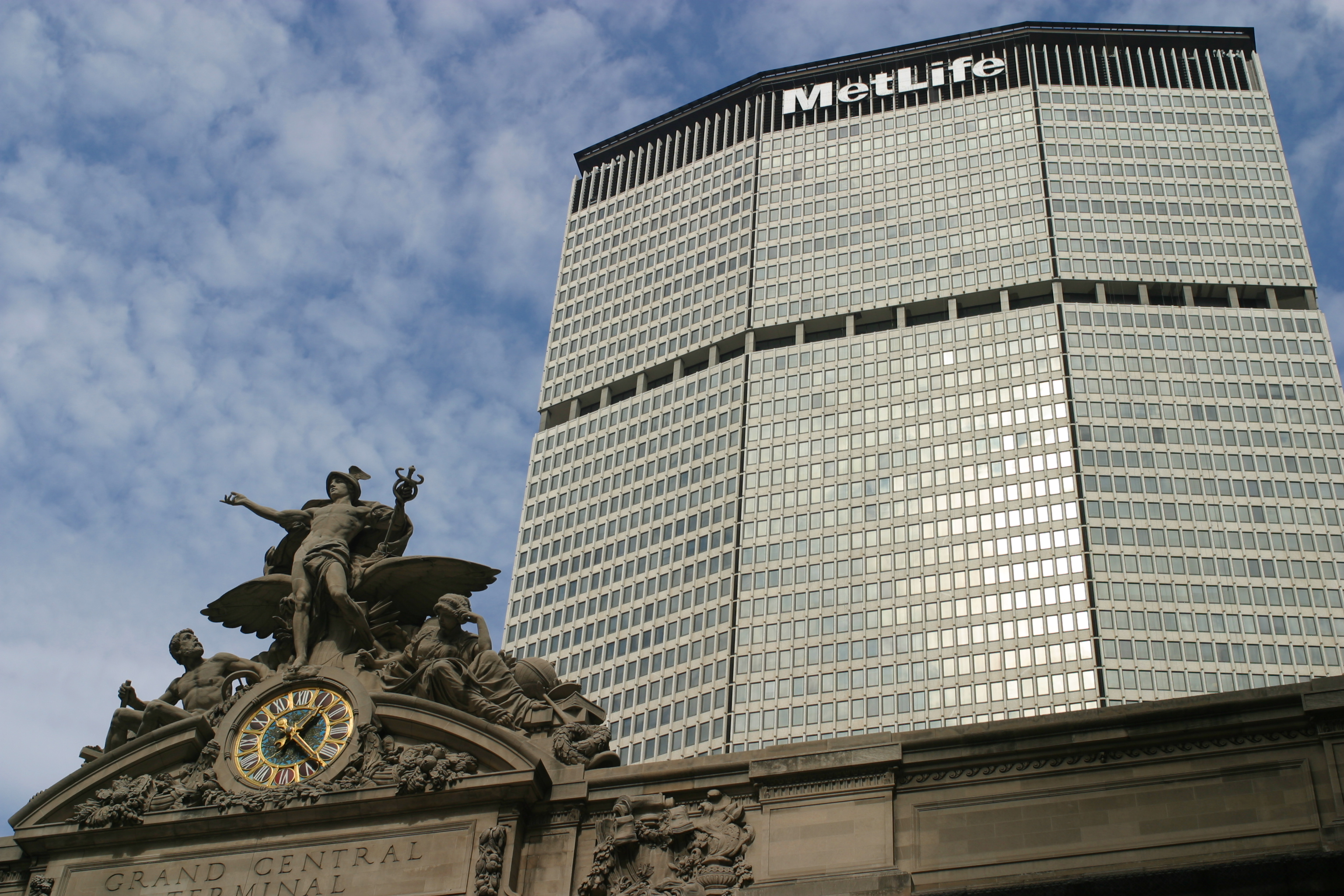
大都会保险公司大楼，前为中央车站
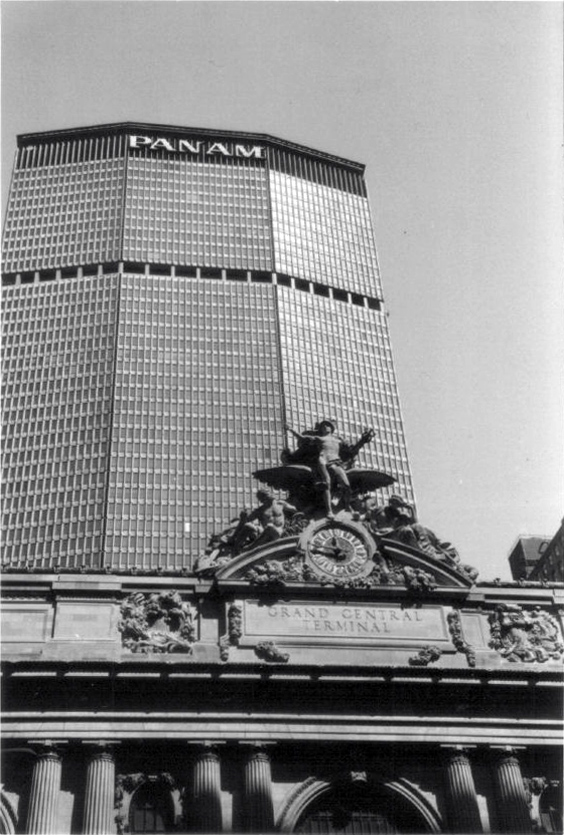
当该楼仍成为泛美航空大楼时的景象

## 流行文化
在漫威電影宇宙 (MCU) 中，大都會保險公司大樓被拆除，僅保留底部三分之一的部分；其餘由東尼·史塔克改建為史塔克大樓（Stark Tower），之後更成為復仇者聯盟總部。在蜘蛛人：返校日中，史塔克將大樓出售；新改建的大樓在蜘蛛人：離家日出現。